# Wiederbewaffnung

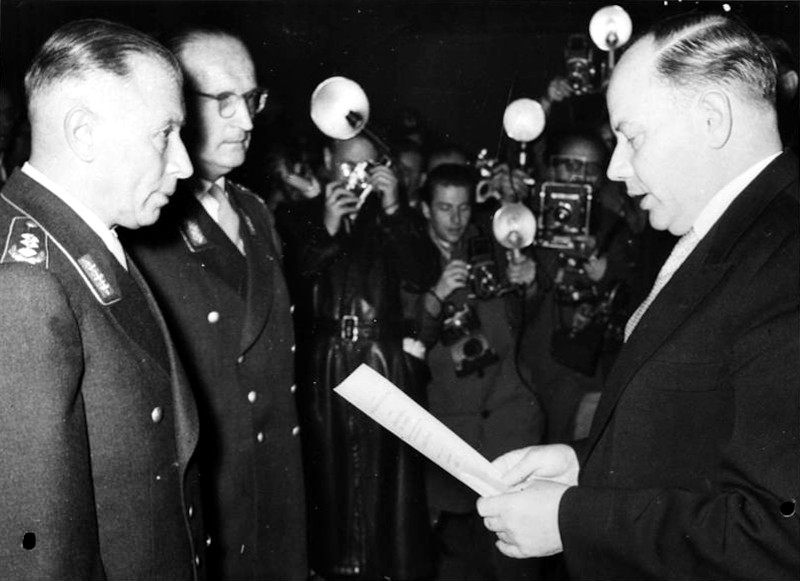
Generalleutnant Adolf Heusinger und Generalleutnant Hans Speidel mit Bundesminister der Verteidigung Theodor Blank bei Überreichung der Ernennungsurkunden für die ersten 101 Freiwilligen der Bundeswehr

Wiederbewaffnung bezeichnet die erneute Einführung militärischer Strukturen in der Bundesrepublik Deutschland und der Deutschen Demokratischen Republik nach dem Zweiten Weltkrieg in den 1950er Jahren. Das Thema wurde von 1949 bis 1956 in der Öffentlichkeit und Politik im Hinblick auf den erst wenige Jahre zurückliegenden Krieg sehr kontrovers diskutiert. Der Deutsche Bundestag lehnte in seiner ersten außenpolitischen Debatte am 24. und 25. November 1949 eine nationale Wiederbewaffnung ab. Die weiteren politischen Diskussionen führten nach der Verschärfung des Ost-West-Konflikts durch den Koreakrieg zum Eintritt der Bundesrepublik Deutschland in die Europäische Verteidigungsgemeinschaft (EVG) (1952) und die NATO (1955). Damit verbunden war die Gründung der Bundeswehr 1955.
Die ausführliche politische und gesellschaftliche Diskussion um die Wiederbewaffnung ist unter dem Begriff der Wiederbewaffnungsdiskussion zusammengefasst.
Nach der bedingungslosen Kapitulation der Wehrmacht im Mai 1945 beschlossen die vier alliierten Siegermächte USA, Sowjetunion, Großbritannien und Frankreich als Hauptmächte der Anti-Hitler-Koalition unter anderem die vollständige Entmilitarisierung Deutschlands. Die Ereignisse des Zweiten Weltkrieges und der enorme Aufwand, der erforderlich war, um das nationalsozialistische Deutschland und dessen Verbündete niederzuringen, bewog die Alliierten dazu, das besiegte Land auch in Zukunft militärisch schwach zu halten. Dies spielte sowohl für die Erstellung des deutschen Grundgesetzes wie auch für die Verfassung der DDR eine wichtige Rolle. Durch den Aufbau bewaffneter Polizeieinheiten in beiden Teilen Deutschlands und die zunehmenden Spannungen im beginnenden Kalten Krieg wurden die entsprechenden Vereinbarungen der Potsdamer Konferenz jedoch schnell hinfällig.

## Bundesrepublik Deutschland
1949 wurde die Schnez-Truppe einsatzfähig, die damit eine Geheimarmee bildete, zu der ehemalige Mitglieder der Wehrmacht und der Waffen-SS gehörten. Diese Truppe wurde allerspätestens mit der Gründung der Bundeswehr überflüssig.
Ab 1950 gab es Geheimverhandlungen zwischen der Bundesregierung um Konrad Adenauer (Kabinett Adenauer I) und der US-Regierung (damals Kabinett Truman) über die Aufstellung westdeutscher Streitkräfte. Die Regierung Adenauer beauftragte eine Expertengruppe, die hierzu im Oktober 1950 erste Überlegungen in der Himmeroder Denkschrift festhielt.
Bis 1955 durfte die Bundesrepublik zwar kein Militär unterhalten, wollte aber eine eigene Grenzschutztruppe und eine Polizei auf Bundesebene aufbauen. Die alliierten Besatzungsmächte ließen aufgrund des Besatzungsstatuts aber zunächst nur Bereitschaftspolizeien auf Länderebene zu. Abgesehen davon verfügten die drei westlichen Besatzungsmächte bereits seit 1945 über aus Deutschen bestehende, militärisch organisierte Hilfsverbände (z. B. den Deutschen Minenräumdienst unter britischer Aufsicht), die teilweise bewaffnet waren. Diese sogenannten Dienstgruppen umfassten 1950 145.000 Mann und bestanden zum großen Teil aus früheren Kriegsgefangenen.
Etwa 1950 änderten die Westmächte ihre Politik und gestanden der Bundesrepublik zu, eine eigene paramilitärische Truppe zur Sicherung der Grenzen aufzustellen, die im Falle eines Krieges vor allem innere Unruhen unter Kontrolle bringen sollte. Mitte 1950 begann der Koreakrieg.
1951 wurde der Bundesgrenzschutz gegründet und in einer Stärke von 10.000 Mann aufgestellt. Diese Formation war militärisch gegliedert; sie hatte leichte und mittlere Waffen.
Die Gründung des Bundesgrenzschutzes geht zurück auf Forderungen der alliierten Vereinigten Stabschefs vom 2. Mai und 17. Mai 1950 nach einer westdeutschen Remilitarisierung: „Die Vereinigten Stabschefs sind der festen Überzeugung, dass aus militärischer Sicht die angemessene und frühe Wiederbewaffnung Westdeutschlands von grundlegender Bedeutung für die Verteidigung Westeuropas gegen die UdSSR ist.“ Weiter: „Die Vereinigten Stabschefs sind […] übereingekommen, dem Rat der Außenminister zu empfehlen, dass Westdeutschland gestattet werden soll, 5.000 Mann Bundespolizei zu haben, die ‚Staatsschutz‘ (Republican Guard) genannt werden soll. Die Vereinigten Stabschefs fordern nachdrücklich, dass die Außenminister dieser Empfehlung nachkommen, da eine solche Truppe sehr wohl der erste Schritt zu einer späteren Wiederbewaffnung Deutschlands sein könne.“
Unter dem Eindruck des Koreakrieges erhielt die politische Diskussion um eine Neugründung militärischer Einheiten neuen Auftrieb. Diese Auseinandersetzung führte zu massiven Protesten und Demonstrationen sowie einem Erstarken der westdeutschen Friedensbewegung. Die Proteste brachten die damalige Regierung (1949–1953 Kabinett Adenauer I, eine Koalition aus CDU, FDP und DP) nicht ins Wanken. Der Deutsche Bundestag stimmte gegen die Stimmen der SPD am 8. Februar 1952 einem deutschen Verteidigungsbeitrag grundsätzlich zu. Der Oberkommandierende der NATO in Europa, General Matthew B. Ridgway, forderte am 13. Januar 1953 die sofortige Aufstellung deutscher Streitkräfte.
Am 25. April 1953 kam zwischen der Bundesrepublik, den übrigen Mitgliedern der EVG sowie Großbritannien und den USA ein Abkommen über die Höhe des deutschen Verteidigungsbeitrages für 1953/54 zustande. Dieser betrug monatlich 950 Millionen DM.
Die Londoner Neunmächtekonferenz vom 28. September bis 3. Oktober 1954 mit den Teilnehmerstaaten Belgien, Bundesrepublik Deutschland, Frankreich, Italien, Kanada, Luxemburg, Niederlande, Großbritannien und den USA beschloss die Souveränität der Bundesrepublik, den Beitritt der Bundesrepublik zum Brüsseler Pakt (WEU) und zur NATO und erbrachte Zusicherungen der USA, Großbritanniens und Kanadas, ihre Truppen auf dem europäischen Kontinent zu belassen. Der NATO-Rat setzte am 18. Dezember 1954 unter Abänderung der Beschlüsse von Lissabon die Soll-Stärke der NATO-Streitkräfte in Mitteleuropa auf 30 Divisionen fest. Ausgleich für diese Verringerung bei der konventionellen Stärke sollte die zunehmende Ausrüstung mit taktischen Atomwaffen sein.
Mit den Pariser Verträgen vom 5. Mai 1955 erhielt die Bundesrepublik eine durch alliierte Vorbehalte eingeschränkte Souveränität und wurde in das Sicherheitssystem der Westeuropäischen Union einbezogen.
Die Bundesrepublik Deutschland trat am 9. Mai 1955 der NATO bei. Am 6. Juni 1955 wurde die Dienststelle Blank in das Bundesministerium für Verteidigung umgewandelt und der Sicherheitsbeauftragte Theodor Blank (CDU) wurde zum ersten Bundesverteidigungsminister ernannt.
Am 30. Juni 1955 wurde in Bonn ein Abkommen über die gegenseitige Verteidigungshilfe zwischen den USA und der Bundesrepublik durch den US-Botschafter James B. Conant und Außenminister Heinrich von Brentano unterzeichnet. In dem Vertrag sicherten die USA den neu aufzustellenden Streitkräften der Bundesrepublik Deutschland umfangreiche Rüstungslieferungen zu.
Am 13. Juli 1955 vereinbarten US-Botschafter Conant und Bundeskanzler Adenauer die Überlassung von amerikanischen halbautomatischen Sturmgewehren, Panzern, Artilleriegeschützen, Feldhaubitzen und Kampfflugzeugen an die Bundesrepublik. Im Gegenzug war Westdeutschland verpflichtet, die Waffen nur zur Verteidigung im Rahmen des NATO-Bündnisses einzusetzen und sie nicht an Dritte zu verkaufen oder zu überlassen. Die SPD-Opposition im Deutschen Bundestag stimmte erst in dritter Lesung dem Vertrag zu, der am 14. Dezember 1955 in Kraft trat.
Am 10. Oktober 1955 ernannte Bundespräsident Theodor Heuss die ersten Soldaten der neuen Streitkräfte und am 12. November 1955 wurden die ersten 101 Freiwilligen der Bundeswehr aus der Hand des Bundesministers für Verteidigung, Theodor Blank, vereidigt. Dieser 12. November gilt als der eigentliche „Geburtstag der Bundeswehr“. Am 22. Mai 1956 wurde schließlich die mit großer Mehrheit beschlossene Wehrverfassung (Ergänzung des Grundgesetz-Artikels 87a) in Geltung gesetzt. Der 12. November war gewählt worden, weil er der 200. Geburtstag des preußischen Heeresreformers Gerhard von Scharnhorst war.
Die Vorgesetzten praktisch aller Führungsebenen der neuen Bundeswehr waren aus ehemaligen Offizieren und Unteroffizieren der Wehrmacht, darunter notgedrungen auch vormals überzeugten Anhängern des NS-Regimes, rekrutiert worden. Im Jahre 1959 waren von 14.900 Bundeswehroffizieren 12.360 bereits in der Reichswehr oder Wehrmacht zu Offizieren ernannt worden, 300 Offiziere entstammten der Waffen-SS. Jeder Offizier vom Oberstrang aufwärts war zuvor vom Personalgutachterausschuss auf seine Eignung überprüft worden. Bewerber aus der Waffen-SS oder vom Nationalkomitee Freies Deutschland wurden in diesen Rängen abgelehnt.
Neben grundsätzlichen moralischen und antimilitaristischen Erwägungen wurde auch die demokratische Legitimation der Bundeswehr von einer kritischen Öffentlichkeit in Frage gestellt. Die Bundeswehr versuchte, mit den „Prinzipien der Inneren Führung“ und dem Leitbild des Soldaten als „Staatsbürger in Uniform“ undemokratischen Tendenzen entgegenzuwirken. Neben Veröffentlichungen zu diesem Thema wurden die Soldaten in Schulungen auf die demokratischen Werte, Zielsetzungen und das Grundgesetz der Bundesrepublik auch mit kritischen Sichten verpflichtet.

## Deutsche Demokratische Republik
Die Remilitarisierung der DDR begann bereits in der Sowjetischen Besatzungszone (SBZ) im Oktober 1948 in Form der „kasernierten Volkspolizei“ (KVP) auf Beschluss des Ministererrats der Sowjetunion aus dem Juli 1948. Dem Namen nach sollten damit die interalliierten Vereinbarungen zur Demilitarisierung Deutschlands formell eingehalten werden. Die zunächst auf 10.000 Mann festgelegten Truppen der KVP sollten mit schweren Waffen ausgerüstet werden und zur Hälfte aus ehemaligen Kriegsgefangenen bestehen. Die Offiziere absolvierten von September 1949 bis Dezember 1952 Lehrgänge in der Sowjetunion. Die KVP-Verbände wurden im Oktober 1949 nach Gründung der DDR in der Hauptverwaltung Ausbildung zentralisiert. Die Kräfte der Volkspolizei bestanden zu diesem Zeitpunkt aus ca. 80.000 Mann und 15.000 Mann in der Grenzpolizei. Ab 1951 begann der Aufbau von Luftwaffen- und Marineeinheiten der KVP, die 1952 70.000 Mann umfasste. Aus ihr ging am 18. Januar 1956 die Nationale Volksarmee (NVA) hervor.
In der NVA wurde die personelle Kontinuität des Übergangs von der Wehrmacht zur neuen Armee möglichst vermieden. Dennoch wurden auch ehemalige Angehörige der Wehrmacht eingestellt. Sie kamen meist aus sowjetischer Kriegsgefangenschaft und hatten sich dort aus Überzeugung oder Opportunismus politisch entsprechend umorientiert. Der bekannteste ehemalige Wehrmachtsgeneral, der auch in der NVA diente, war Vincenz Müller. Auf Beschluss des Politbüros der SED vom 15. Februar 1957 wurden fast alle ehemaligen Wehrmachtsoffiziere bis Ende der 1950er Jahre schrittweise aus der NVA entlassen und pensioniert.
Am 14. Mai 1955 unterzeichneten die DDR und sieben weitere Staaten in Warschau den Warschauer Pakt, den militärischen Beistandsvertrag des Ostblocks unter der Führung der Sowjetunion.
Die NVA wurde in der DDR als eine Art Speerspitze gegen den sogenannten „Faschismus“ und „Kapitalismus“ des Westens definiert. Die NVA übernahm dennoch Rituale, die schon in der Königlich Preußischen Armee sowie in der Wehrmacht üblich waren, so etwa den Stechschritt bei Paraden. Die Uniformen der NVA erinnerten zudem an diejenigen der Reichswehr und der Wehrmacht.

## Österreich
Österreich war nach dem Zweiten Weltkrieg von 1945 bis 1955 besetzt. 
Am 1. August 1952 wurde die B-Gendarmerie aufgestellt. 
Sie wurde am 27. Juli 1955 (dem Tag des In-Kraft-Tretens des Staatsvertrages) in Provisorische Grenzschutzabteilung umbenannt; aus ihr entstand das Bundesheer. 